# Fatih Sonkaya
Fatih Sonkaya est un footballeur turc né le 1er juillet 1981 à Oltu.

## Palmarès
FC Porto
- Vainqueur de la Primeira Liga en 2006.
- Vainqueur de la Coupe du Portugal en 2006.

 Çetinkaya TSK
- Vainqueur du Championnat de Chypre du Nord en 2012 et 2013.